# Chestnut Mare
"Chestnut Mare" es una canción de la banda estadounidense de rock The Byrds, compuesta por Roger McGuinn y Jacques Levy en 1969 planeada en principio para aparecer en un musical de country rock llamada Gene Tryp. El musical nunca se estrenó y la canción se publicó en septiembre de 1970 dentro del disco de The Byrds (Untitled). Después se publicó como sencillo, llegando al número 121 de la lista de sencillos de Billboard y al 19 de la UK Singles Chart.